# Raffaele Gragnaniello
Raffaele Gragnaniello (Nocera Inferiore, 18 febbraio 1981) è un ex calciatore italiano, di ruolo portiere, attuale consulente AIC.

## Carriera

### Club
Comincia a giocare a calcio nelle giovanili del Napoli, dove milita dal 1997 al 2000. All'età di 19 anni viene girato in prestito dalla società partenopea alla Casertana (squadra di Serie D), dove disputa 17 incontri. Così ritorna al Napoli la stagione successiva, disputando da portiere di riserva il campionato di Serie B per due anni. Nel 2003 viene ceduto a titolo definitivo al Giugliano (Serie C2), dove rimane per tre anni arrivando a sfiorare la promozione in Serie C1 diverse volte. Al termine dell'esperienza giuglianese, compie il salto di categoria passando all'Avellino. Con gli irpini vince subito il campionato di Serie C1, venendo promosso in Serie B. Per la prima volta nella sua carriera si ritrova titolare nella serie cadetta, dove l'Avellino rimane per due stagioni, dal 2007 al 2009. Al termine della stagione 2008-2009, terminata con la retrocessione della squadra biancoverde in Serie C1 e con la conseguente mancata iscrizione della stessa per problemi finanziari, si trasferisce al Potenza. Il 20 gennaio 2010 si trasferisce dal Potenza al Lecce tramite la formula del prestito. Nella stagione 2011 gioca nell'Aversa Normanna, squadra campana militante in Lega Pro Seconda Divisione, dopo una stagione alla Neapolis Mugnano.
Nel luglio 2013 passa alla Nocerina a titolo definitivo, squadra della sua città natale.

### Nazionale
Con la Nazionale italiana disputa 3 incontri nel 1999 vestendo la casacca dell'Under-18.

## Statistiche

### Presenze e reti nei club
| Stagione               | Squadra                | Campionato             | Campionato | Campionato | Coppe nazionali | Coppe nazionali | Coppe nazionali | Coppe continentali | Coppe continentali | Coppe continentali | Altre coppe | Altre coppe | Altre coppe | Totale | Totale | Totale |
| Stagione               | Squadra                | Comp                   | Pres       | Reti       | Comp            | Pres            | Reti            | Comp               | Pres               | Reti               | Comp        | Pres        | Reti        | Pres   | Reti   |        |
| ---------------------- | ---------------------- | ---------------------- | ---------- | ---------- | --------------- | --------------- | --------------- | ------------------ | ------------------ | ------------------ | ----------- | ----------- | ----------- | ------ | ------ | ------ |
| 1998-1999              | Napoli                 | B                      | 0          | 0          | CI              | 0               | 0               | -                  | -                  | -                  | -           | -           | -           | 0      | 0      |        |
| 1999-2000              | Napoli                 | B                      | 0          | 0          | CI              | 0               | 0               | -                  | -                  | -                  | -           | -           | -           | 0      | 0      |        |
| 2000-2001              | Casertana              | D                      | 17         | -?         | CID             | ?               | -?              | -                  | -                  | -                  | -           | -           | -           | 17     | -?     |        |
| 2001-2002              | Napoli                 | B                      | 0          | 0          | CI              | 0               | 0               | -                  | -                  | -                  | -           | -           | -           | 0      | 0      |        |
| 2002-2003              | Napoli                 | B                      | 1          | 0          | CI              | 0               | 0               | -                  | -                  | -                  | -           | -           | -           | 1      | 0      |        |
| 2003-2004              | Giugliano              | C2                     | 33+2       | -30 + -2   | CIC             | ?               | -?              | -                  | -                  | -                  | -           | -           | -           | 35+    | -32+   |        |
| 2004-2005              | Giugliano              | C2                     | 33+2       | -37+2      | CIC             | ?               | -?              | -                  | -                  | -                  | -           | -           | -           | 35+    | -39+   |        |
| 2005-2006              | Giugliano              | C2                     | 33         | -37        | CIC             | ?               | -?              | -                  | -                  | -                  | -           | -           | -           | 33+    | -37+   |        |
| Totale Giugliano       | Totale Giugliano       | Totale Giugliano       | 96+4       | -56 + -4   |                 | ?               | -?              |                    | -                  | -                  |             | -           | -           | 100+   | -60+   |        |
| 2006-2007              | Avellino               | C1                     | 34+4       | -37 + -2   | CI+CI-C         | 1+0             | -2              | -                  | -                  | -                  | -           | -           | -           | 39     | -41    |        |
| 2007-2008              | Avellino               | B                      | 19         | -29        | CI              | 1               | -2              | -                  | -                  | -                  | -           | -           | -           | 20     | -31    |        |
| 2008-2009              | Avellino               | B                      | 28         | -38        | CI              | 1               | -1              | -                  | -                  | -                  | -           | -           | -           | 29     | -39    |        |
| Totale Avellino        | Totale Avellino        | Totale Avellino        | 81+4       | -104 + -2  |                 | 3               | -5              |                    | -                  | -                  |             | -           | -           | 88     | -111   |        |
| 2009-gen. 2010         | Potenza                | 1D                     | 9          | -14        | CI-LP           | 4               | -3              | -                  | -                  | -                  | -           | -           | -           | 13     | -17    |        |
| gen.-giu. 2010         | Lecce                  | B                      | 0          | 0          | CI              | -               | -               | -                  | -                  | -                  | -           | -           | -           | 0      | 0      |        |
| gen.-giu. 2011         | Neapolis               | 2D                     | 14         | -11        | CI-LP           | -               | -               | -                  | -                  | -                  | -           | -           | -           | 14     | -11    |        |
| 2011-2012              | Aversa Normanna        | 2D                     | 35         | -28        | CI-LP           | 0               | 0               | -                  | -                  | -                  | -           | -           | -           | 35     | -28    |        |
| 2012-2013              | Aversa Normanna        | 2D                     | 25         | -42        | CI-LP           | 2               | -5              | -                  | -                  | -                  | -           | -           | -           | 27     | -47    |        |
| Totale Aversa Normanna | Totale Aversa Normanna | Totale Aversa Normanna | 60         | -70        |                 | 2               | -5              |                    | -                  | -                  |             | -           | -           | 62     | -75    |        |
| 2013-2014              | Nocerina               | 1D                     | 7          | -17        | CI+CI-LP        | 1+0             | -2              | -                  | -                  | -                  | -           | -           | -           | 8      | -19    |        |
| 2014-2015              | Savoia                 | LP                     | 20         | -34        | CI-LP           | 0               | 0               | -                  | -                  | -                  | -           | -           | -           | 20     | -34    |        |
| 2015-2016              | Casertana              | LP                     | 34         | -35        | CI+CI-LP        | 2+0             | -3              | -                  | -                  | -                  | -           | -           | -           | 36     | -38    |        |
| 2016-2017              | Melfi                  | LP                     | 36+2       | -57 + -1   | CI+CI-LP        | 0+1             | 0+-2            | -                  | -                  | -                  | -           | -           | -           | 39     | -60    |        |
| 2017-2018              | Casertana              | C                      | 0          | 0          | CI-C            | 1               | -1              | -                  | -                  | -                  | -           | -           | -           | 0      | -1     |        |
| Totale Casertana       | Totale Casertana       | Totale Casertana       | 34         | -35        |                 | 3               | -4              |                    | -                  | -                  |             | -           | -           | 37     | -39    |        |
| 2018-2019              | Nola                   | D                      | 31+1       | -49 + -1   | CI-D            | 1               | 0               | -                  | -                  | -                  | -           | -           | -           | 33     | -50    |        |
| Totale carriera        | Totale carriera        | Totale carriera        | 288+11     | -387 + -8  |                 | 15              | -21             |                    | -                  | -                  |             | -           | -           | 314    | -416   |        |

## Palmarès

### Club

#### Competizioni nazionali
- Campionato italiano di Serie B: 1

Lecce: 2009-2010